# Championnat de Lettonie de football 2020
Navigation
2019 2021
La saison 2020 du championnat de Lettonie de football est la 29e édition de la première division lettone. Elle regroupe les dix meilleurs clubs lettons au sein d'une poule unique où ils s'affrontent trois fois durant la saison pour un total de 27 matchs chacun. La saison devait initialement se dérouler sur 36 journées, mais le championnat connaît une suspension en raison de la pandémie de Covid-19. À l'issue de la saison, le dernier du classement est relégué et l'avant-dernier doit disputer un barrage de promotion-relégation face au second de deuxième division. Ce barrage est finalement annulé.
Le Riga FC remporte son troisième titre consécutif.

## Participants
Légende des couleurs
- Premier tour de qualification de la Ligue des champions 2020-2021
- Premier tour de qualification de la Ligue Europa 2020-2021
- Promu de deuxième division 2019

| Club             | Présent depuis | Classement 2019 | Stade                      | Capacité |
| ---------------- | -------------- | --------------- | -------------------------- | -------- |
| Riga FC          | 2016           | 1er             | Skonto Stadion             | 9 500    |
| FK RFS           | 2016           | 2e              | NSB Arkādija               | 500      |
| FK Ventspils     | 1996           | 3e              | Olimpiskais-Stadion        | 3 200    |
| Valmiera FC      | 2018           | 4e              | Stade J.Dalina             | 2 000    |
| Spartaks Jurmala | 2012           | 5e              | Stade Slokas               | 2 800    |
| FK Liepāja       | 2014           | 6e              | Stade Daugava              | 5 100    |
| FK Jelgava       | 2010           | 7e              | Zemgale Olympic Center     | 1 560    |
| BFC Daugavpils   | 2019           | 8e              | Celtnieks Stadion          | 3 980    |
| FK Metta         | 2012           | 9e              | Hanzas vidusskolas laukums | 2 000    |
| Tukums 2000      | 2020           | 1er (D2)        | Tukuma pilsētas stadions   | 1 000    |

## Compétition
Le classement est calculé avec le barème de points suivant : une victoire vaut trois points, le match nul un. La défaite ne rapporte aucun point.
Critères de départage :
1. plus grand nombre de points ;
2. plus grand nombre de points en confrontations directes ;
3. plus grande différence de buts particulière
4. plus grande différence de buts générale ;
5. plus grand nombre de buts marqués ;
6. classement du fair-play ;
7. match d'appui.

### Classement
| Rang | Équipe           | Pts | J  | G  | N | P  | Bp | Bc | Diff |
| ---- | ---------------- | --- | -- | -- | - | -- | -- | -- | ---- |
| 1    | Riga FC T        | 69  | 27 | 23 | 0 | 4  | 60 | 21 | +39  |
| 2    | FK RFS           | 66  | 27 | 21 | 3 | 3  | 66 | 21 | +45  |
| 3    | Valmiera FC      | 47  | 27 | 13 | 8 | 6  | 47 | 33 | +14  |
| 4    | FK Ventspils     | 44  | 27 | 12 | 8 | 7  | 40 | 25 | +15  |
| 5    | FK Liepāja C     | 42  | 27 | 12 | 6 | 9  | 57 | 34 | +23  |
| 6    | Spartaks Jurmala | 40  | 27 | 11 | 7 | 9  | 53 | 44 | +9   |
| 7    | FK Jelgava       | 22  | 27 | 6  | 4 | 17 | 19 | 64 | -45  |
| 8    | BFC Daugavpils   | 20  | 27 | 5  | 5 | 17 | 30 | 48 | -18  |
| 9    | FK Metta         | 16  | 27 | 4  | 4 | 19 | 22 | 55 | -33  |
| 10   | Tukums 2000 P    | 14  | 27 | 3  | 5 | 19 | 21 | 70 | -49  |

|  | Qualification pour le premier tour de qualification de la Ligue des champions 2021-2022       |
|  | Qualification pour le premier tour de qualification de la Ligue Europa Conférence 2021-2022   |
|  | Participation au barrage de relégation                                                        |
|  | Relégation en deuxième division                                                               |
|  | T : Tenant du titre C : Vainqueur de la Coupe de Lettonie 2020 P : Promu de deuxième division |

### Barrage de relégation
À la fin de la saison, l'avant-dernier de Virslīga affronte le second de 1. līga pour tenter de se maintenir. 
Le barrage est annulé le 27 novembre 2020 en raison de la situation sanitaire dans le pays.
| Équipe        | Aller | Total  | Retour | Équipe       |
| ------------- | ----- | ------ | ------ | ------------ |
| FK Metta (D1) | -     | Annulé | -      | FK Auda (D2) |